# تترا متیل‌اوره
تترا متیل‌اوره(به انگلیسی: Tetramethylurea) یک ترکیب آلی با فرمول شیمیایی (Me2N)2CO است. این ماده یک استخلاف اوره است که به صورت مایعی بی رنگ بوده و به عنوان یک حلال قطبی پروتونی، به ویژه برای ترکیبات آروماتیک و واکنشگر گرینیارد استفاده می‌شود. 

## خواص
تترا متیل‌اوره یک مایع شفاف و بی رنگ با بوی معطر ملایم است که با آب و بسیاری از حلال‌های ارگانیک قابل امتزاج است. 